# Agnicourt-et-Séchelles
Agnicourt-et-Séchelles är en kommun i departementet Aisne i regionen Hauts-de-France i norra Frankrike. Kommunen ligger  i kantonen Marle som ligger i arrondissementet Laon. År 2022 hade Agnicourt-et-Séchelles 188 invånare.

## Befolkningsutveckling
Antalet invånare i kommunen Agnicourt-et-Séchelles
Referens: INSEE